# Saturia
Saturia är ett underdistrikt i Bangladesh.   Det ligger i provinsen Dhaka, i den centrala delen av landet, 50 km nordväst om huvudstaden Dhaka.
Trakten runt Saturia består till största delen av jordbruksmark. Runt Saturia är det mycket tätbefolkat, med 1 411 invånare per kvadratkilometer.